# Ellen Fairclough

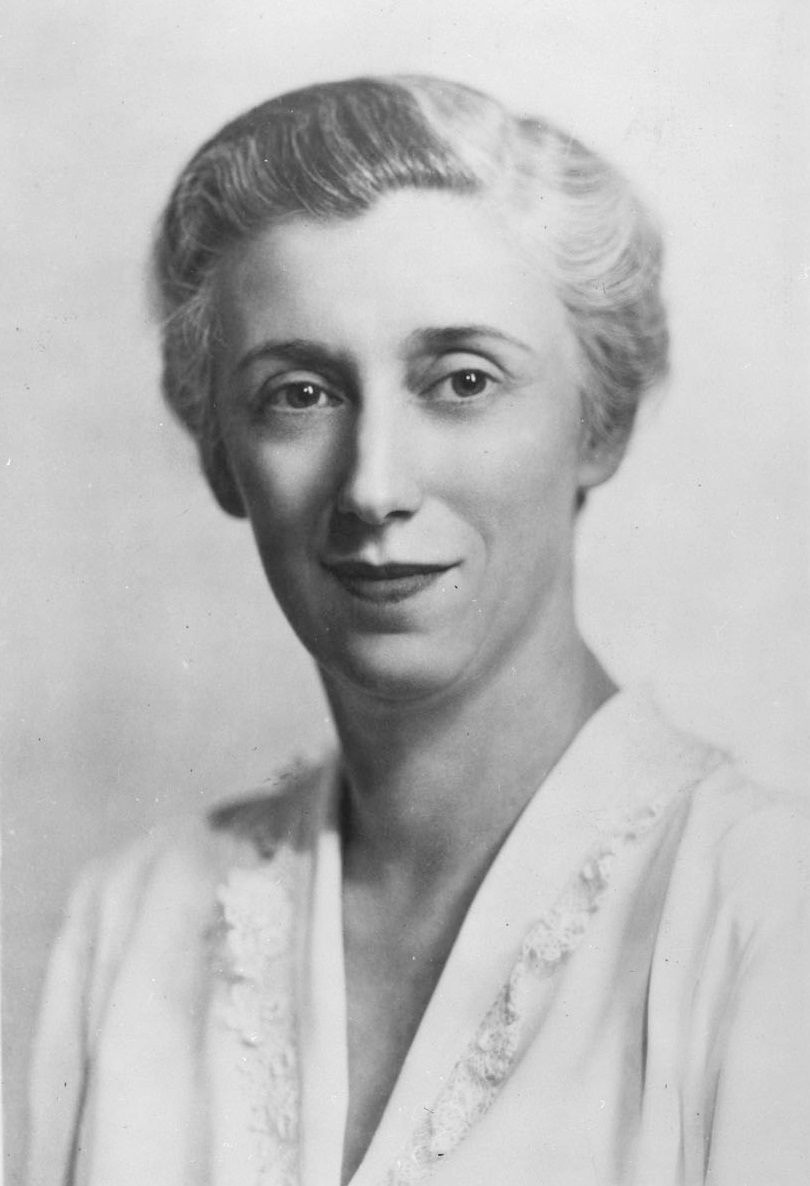
Ellen Fairclough

Ellen Louks Fairclough PC, CC, O.Ont (* 28. Januar 1905 in Hamilton, Ontario; † 13. November 2004 ebenda) war eine kanadische Politikerin. Sie war von 1950 bis 1963 Abgeordnete des Unterhauses. Als Post- und Einwanderungsministerin gehörte sie dem progressiv-konservativen Kabinett von John Diefenbaker an und war die erste Frau überhaupt, die in Kanada Ministerin wurde.

## Biografie
Fairclough war von Beruf diplomierte Buchhalterin und führte vor ihrem Einstieg in die Politik ein Buchhaltungsunternehmen. Von 1945 bis 1950 gehörte sie dem Stadtrat von Hamilton an. Nachdem sie bei der Unterhauswahl 1949 noch unterlegen war, gelang ihr ein Jahr später bei einer Nachwahl im Wahlbezirk Hamilton West der Einzug ins Parlament. Sie setzte sich für die Gleichstellung der Geschlechter ein, insbesondere für gleichen Lohn bei gleicher Arbeit.
Nach dem Wahlsieg der Progressiv-Konservativen bei der Unterhauswahl 1957 ernannte Premierminister John Diefenbaker sie zur Staatssekretärin für Kanada. Sie war damit die erste Frau in der Bundesregierung. Nach zehn Monaten übernahm sie die Leitung des Staatsbürgerschafts- und Einwanderungsministeriums. In dieser Funktion führte sie ein neues Einwanderungsgesetz ein, das weitgehend ohne die zuvor üblichen rassistischen Diskriminierungen auskam, ebenso eine liberalere Flüchtlingspolitik. Am 19. und 20. Februar 1958 war sie geschäftsführende Premierministerin, als sie Diefenbaker vorübergehend vertrat. Im Mai 1962 übernahm sie das Postministerium.
Bei der Unterhauswahl 1963 wurde Fairclough abgewählt. Sie war daraufhin Geschäftsleitungsmitglied des Finanzinstituts Hamilton Trust and Savings Corporation sowie Verwaltungsratspräsidentin der Elektrizitätsgesellschaft Hamilton Hydro. Schließlich war sie Schatzmeisterin der Wohlfahrtsorganisation Zonta International. 1982 wurde ein Regierungsgebäude in Hamilton nach ihr benannt. 1995 veröffentlichte Fairclough ihre Memoiren unter dem Titel Saturday's Child: Memoirs of Canada's First Female Cabinet Minister. Im Juni 2005 gab die kanadische Post ihr zu Ehren eine Briefmarke heraus.